# Willy Meysmans
Willy Meysmans, né à Malines le 1er janvier 1930 et mort le 21 décembre 2024, est un sculpteur et céramiste belge.

## Biographie
Willy Meysmans reçoit sa formation à l'Académie des Arts plastiques de Malines (Koninklijke Academie voor Beeldende Kunsten van Mechelen) notamment en céramique d'art chez Olivier Strebelle. Il se forme ensuite à la céramique à l'Académie royale des beaux-arts d'Anvers. Dans les années 1960, il vit à Carrare en Italie où il façonne des statues abstraites. De retour à Louvain, il y enseigne à l'Académie SLAC , et se lance dans la fabrication de bronzes à cire perdue. Willy Meysmans a participé à de nombreuses expositions en Belgique et à l'étranger.
Il réalise des céramiques pour des meubles  créés par le designer belge Alfred Hendrickx (1931-1976) .
En 1958, il crée une sculpture monumentale en céramique pour le pavillon belge de l'Exposition universelle de 1958 à Bruxelles et maintes autres œuvres en céramique pour des bâtiments privés et publics.
Pour Louvain, il sculpte la Fiere Margriet en 1981, statue qui se trouvait initialement, jusqu'en 2011, au croisement des Muntstraat (Rue de la Monnaie) et Tiensestraat (Rue de Tirlemont). Depuis 2013 cette statue se trouve aux nouvelles Dijleterrassen (Terrasses de la Dyle), à côté de la Dirk Boutslaan (avenue Dirk Bouts). C'est l'endroit où elle aurait été trouvée selon une des légendes les plus connues de Louvain, légende qui a inspiré l'artiste,.
Sa rétrospective a été célébrée à Malines en 2001. L'association Les Amis du Musée M a acheté la statue en bronze "Bénédiction", achevée alors que Meysmans est au sommet de son art .
Willy Meysmans réalise la sculpture abstraite en bronze La Matière et l'Esprit (Stof en geest) dressée sur une rotonde à Rotselaar .
Il est le concepteur de la table d'autel en céramique de l'église paroissiale classée de style moderniste Notre-Dame du Bon Secours d'Anvers (Onze-Lieve-Vrouw-Boodschapskerk (Antwerpen).
Le Design Museum de Gand a acquis par donation de la province d'Anvers six pièces présentées à l'Exposition universelle de 1958, dont quatre de la main du designer Alfred Hendrickx, avec des céramiques de Willy Meysmans, tous deux originaires de Malines .

## Expositions temporaires
- 1974 : Belgische Beeldhouwkunst in Middelheim 16 juin - 6 octobre 1974[16]